# Les Minières
Les Minières era una comuna francesa que estaba situada en el departamento de Eure, de la región de Normandía, que en 1974 pasó a formar parte de la comuna de Damville.

## Demografía
| Gráfica de evolución demográfica de Les Minières entre 1800 y 1968 |
|                                                                    |

Los datos demográficos contemplados en este gráfico se han cogido de la página francesa EHESS/Cassini.